# Gelasma veninotata
Gelasma veninotata là một loài bướm đêm trong họ Geometridae.